# Erethistoides infuscatus
Erethistoides infuscatus is een straalvinnige vissensoort uit de familie van de zuigmeervallen (Erethistidae). De wetenschappelijke naam van de soort is voor het eerst geldig gepubliceerd in 2006 door Ng.